# Laguncularia
Laguncularia é um género botânico pertencente à família Combretaceae.

## Espécies
- Laguncularia glabrifolia C. Presl 1831
- Laguncularia martii
- Laguncularia racemosa (L.) Gaertn. 1807: mangue-branco